# Embelia frangulifolia
Embelia frangulifolia là một loài thực vật có hoa trong họ Anh thảo. Loài này được (Span.) Mez mô tả khoa học đầu tiên năm 1902.